# Castello di Septfontaines
Il castello di Septfontaines (in francese: château de Septfontaines) è un'antica residenza signorile situata nella città di Lussemburgo.

## Storia
Il castello venne fatto erigere tra il 1783 e il 1784 dai fratelli Jean-François e Pierre-Joseph Boch nei pressi della loro manifattura di porcellane, oggi nota come Villeroy & Boch, aperta nel 1767.
All'inizio del 2021 il castello venne indicato come futura sede della prima scuola di commercio del Lussemburgo, la Luxembourg School of Business (LSB).

## Galleria d'immagini

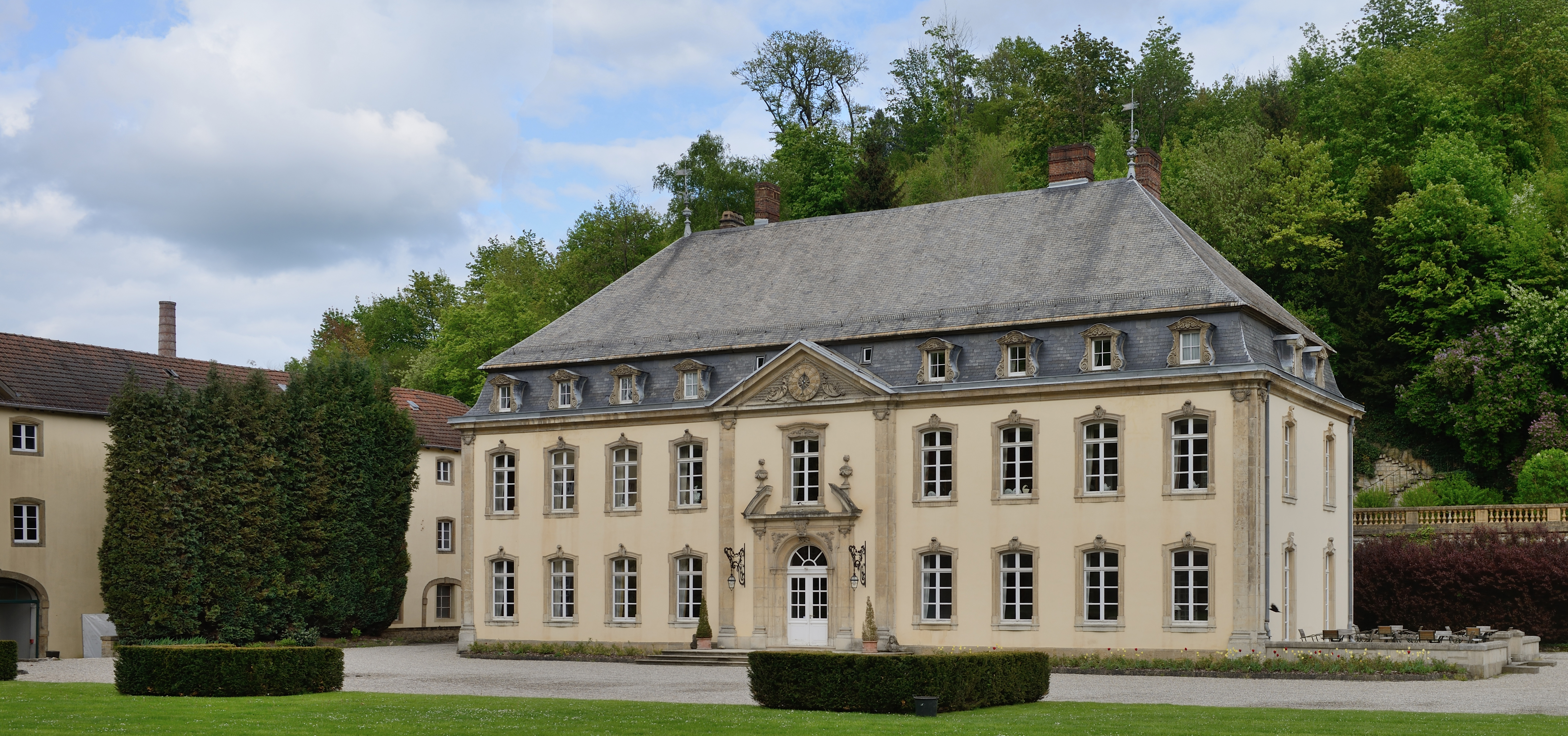
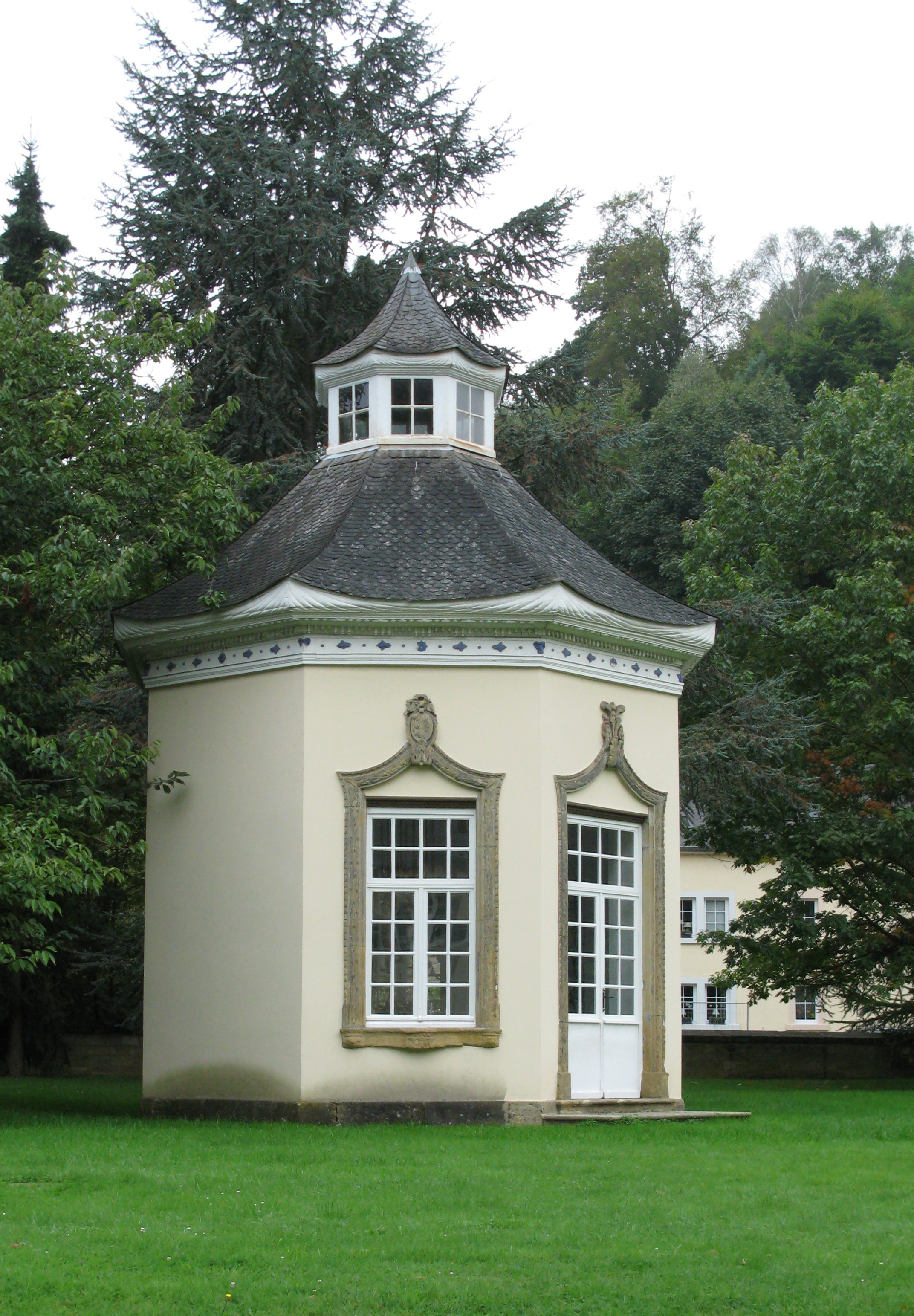
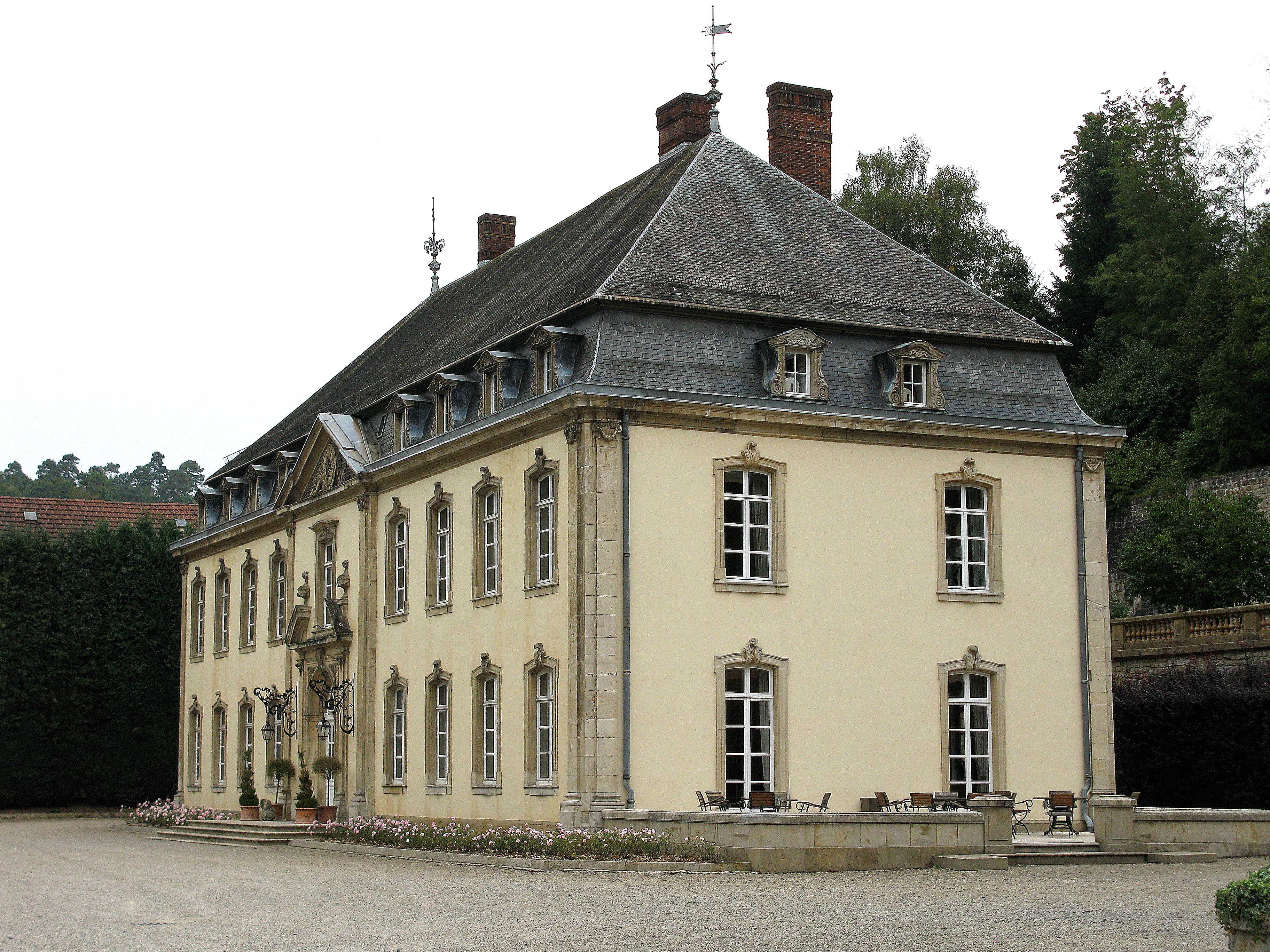